# Драчевский, Даниил Васильевич

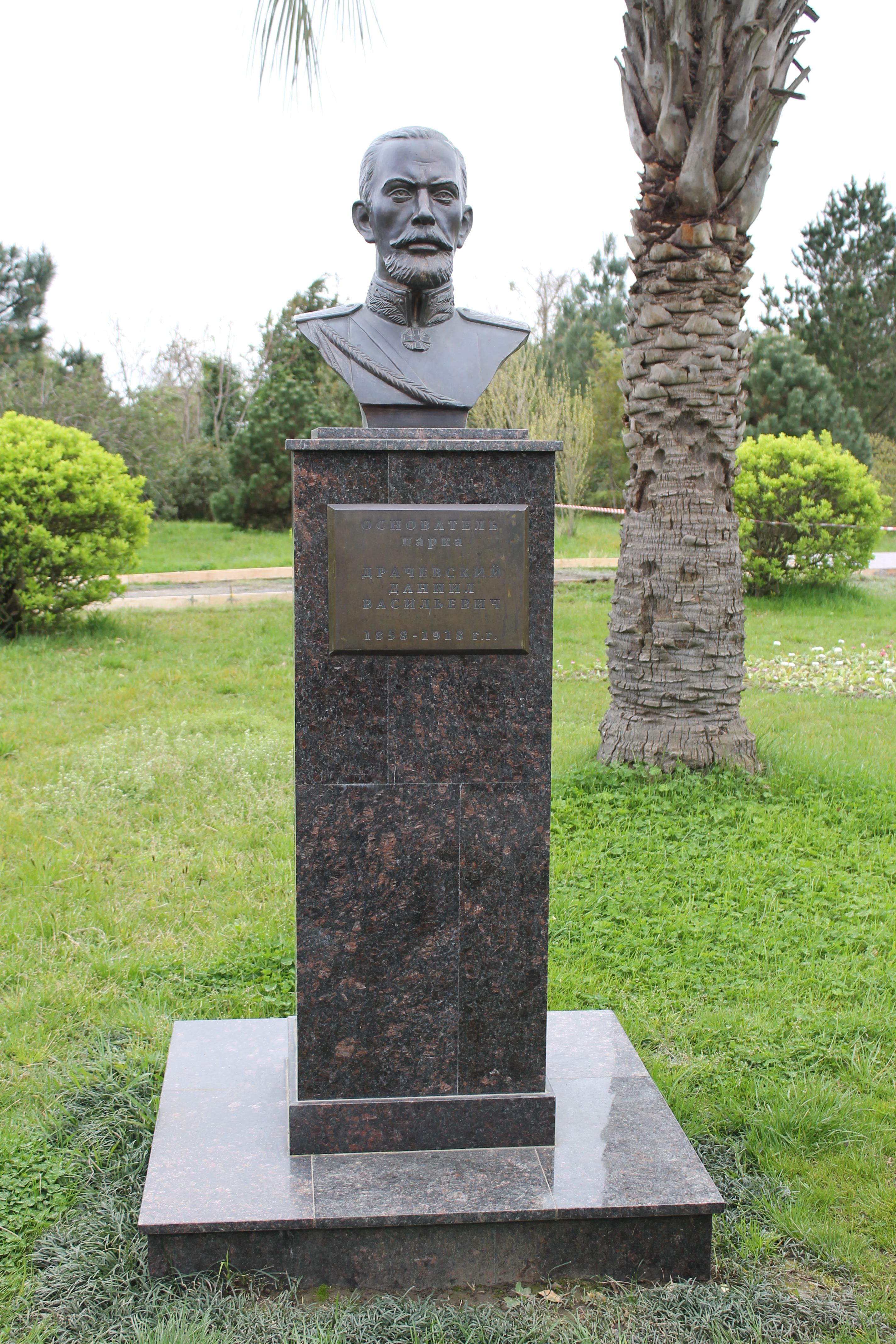
Памятник Д. В. Драчевскому в парке «Южные культуры» в Сочи

Даниил Васильевич Драчевский (29 марта 1858 — апрель 1918) — русский военный и государственный деятель, генерал-майор.

## Биография
Родился в Черниговской губернии в дворянской семье. Православный. Окончил Владимирскую Киевскую военную гимназию (1875). По окончании Второго Военно-Константиновского училища был выпущен в 9-ю артиллерийскую бригаду в чине прапорщика (1877). Во время русско-турецкой войны 1877—1878 годов участвовал в обороне Шипкинского перевала и в бою при городе Елен. Был ранен. Состоял под покровительством Александровского комитета о раненых 3 кл. Подпоручик (ст. 18.12.1878).
Поручик (ст. 20 декабря 1879). Вернувшись в Петербург в 1884 году, поступил и в 1887 году окончил Николаевскую академию Генерального штаба по первому разряду. Затем был причислен к Генеральному штабу и назначен на службу в Одесский военный округ. Капитан Генерального штаба (ст. 7 апреля 1887). Последовательно занимал штабные должности в 34-й пехотной дивизии, 1-й Восточно-Сибирской стрелковой бригаде, 4-м армейском корпусе.
С 26 ноября 1887 года — старший адъютант штаба 34-й пехотной дивизии. С 16 декабря 1887 года — помощник старшего адъютанта штаба Одесского военного округа. Цензовое командование ротой проходил в 59-м пехотном Люблинском полку (02.10.1888—07.11.1889).
C 15 ноября 1888 года состоял для поручений при штабе Одесского военного округа. Подполковник (ст. 30.10.1892). С 30 августа 1892 года — штаб-офицер при управлении 1-й Восточно-Сибирской стрелковой бригады. В 1893 году по семейным обстоятельствам вышел в отставку, находился в запасе.
В 1895 году вернулся на службу: с 10 июня — начальник строевого отделения штаба Керченской крепости. С 15 сентября того же года — штаб-офицер для особых поручений при штабе 4-го армейского корпуса. С 1 декабря 1895 года — штаб-офицер при управлении 5-й стрелковой бригады. С 27 ноября 1897 года — заведующий передвижениями войск и военными перевозками Вяземско-Уральского района. С 25 ноября 1898 года — штаб-офицер для поручений при штабе Финляндского ВО и заведующий передвижениями войск по ж.д. и водяным путям Финляндского района. Полковник (1898). Главный директор управления Финляндских казённых железных дорог (09.09.1903—21.12.1905).
В 1905 году произведён в генерал-майоры c назначением градоначальником Ростова-на-Дону (21 декабря). На этом посту, по отзывам прессы, он «сумел снискать себе всеобщую любовь и уважение, что ярко выразилось при прощании Даниила Васильевича с населением городов Ростова и Нахичевани-на-Дону, которое единодушно высказало свои сожаления по поводу оставления им поста Ростовского на Дону градоначальника».
С 9 января 1907 года — Санкт-Петербургский градоначальник. За время его нахождения в должности:
- благоустроена набережная реки Охты
- проведён водопровод в Волкову деревню, на Большую и Малую Охту, на Крестовский остров
- открыты мост Императора Петра Великого и перестроенный Первый Садовый мост
- устроена Главная электрическая станция городских трамвайных дорог
- положено начало регулярному трамвайному движению в Петербурге
- построены гостиница «Астория», новое здание Сытного рынка
- установлены памятники экипажу миноносца «Стерегущий» в Александровском парке и Петру I у Нового Арсенала
- создан Музей Старого Петербурга
- основаны мукомольный завод, Невская ниточная мануфактура, машиностроительный завод Я. М. Айваза
- учреждён Союз пивоторговцев Санкт-Петербурга.

В 1908 году присвоено звание почётного гражданина города Нахичевани.
В июле 1914 году был отставлен от должности. В 1915 году против Драчевского было возбуждено уголовное дело о растрате 150 тыс. руб. из сумм газеты «Ведомости Петроградского градоначальства». Следствие не было окончено вплоть до Февральской революции. Драчевский был исключён из Свиты Его Императорского Величества.
Погиб в 1918 году под Адлером во время красного террора.

## Семья
Был женат на Екатерине Павловне Перелешиной.

## Награды
- Орден Святого Владимира 4-й ст. с мечами и бантом (1877)
- Орден Святого Станислава 3-й ст. с мечами и бантом (1878)
- Орден Святой Анны 3-й ст. (1885)
- Орден Святого Станислава 2-й ст. (1892)
- Орден Святой Анны 2-й ст. (1898)
- Орден Святого Владимира 3-й ст. (ВП 22.04.1907)
- Орден Святого Станислава 1-й ст. (ВП 29.03.1909)
- Орден Святой Анны 1-й ст. (ВП 14.05.1913)
- Орден Святого Владимира 2-й ст. (ВП 6.05.1915)